# Taeniophyllum engae
Taeniophyllum engae là một loài thực vật có hoa trong họ Lan. Loài này được J.J.Wood miêu tả khoa học đầu tiên năm 1981.